# Lucas Wensing (acteur)
Lucas Wensing (Rotterdam, 13 juli 1898 - Laren, 21 november 1980) was een Nederlands acteur en tevens decorontwerper. Hij was getrouwd met Eva Beck.

## Filmografie
- Klokslag twaalf (1936)
- De man zonder hart (1937)
- Sneeuwwitje en de Zeven Dwergen (1938), stem
- De vier dochters Bennet (1961-1962)
- Zesde etage (1961)
- Dood van een handelsreiziger (1961)
- Nacht op Zee (1961)
- Fanfarella (1962)
- De avonturen van Okkie Trooy (1962-1964)
- Memorandum van een dokter (1963-1965)
- Maigret (1964-1968)
- De opvolger (1965)
- De zaak Sacco en Vanzetti (1966)
- De graaf van Monte Cristo (1972)